# (I've Had) The Time of My Life
"(I've Had) The Time of My Life" é uma canção tema do filme Dirty Dancing (1987), composta por Franke Previte, John DeNicola, e Donald Markowitz. Foi gravada por Bill Medley e Jennifer Warnes, tendo sido posteriormente selecionada como tema de encerramento do filme. A canção foi responsável pela indicação e premiação deste filme no Globo de Ouro na categoria de melhor canção original, foi indicada e premiada no Óscar, além da indicação ao Prêmio Grammy na categoria de melhor canção escrita para cinema ou televisão.

## Faixas e versões
7" single
1. "(I've Had) The Time of My Life" (4:47)
2. "Love Is Strange" por Mickey & Sylvia (2:52)

12" maxi e CD single
1. "(I've Had) The Time of My Life" (6:46)
2. "In the Still of the Night" por The Five Satins (2:59)
3. "Love Is Strange" por Mickey & Sylvia (2:53)
4. "Overload" por Zappacosta (3:39)

Cassette
1. "(I've Had) The Time of My Life" (4:47)
2. "In the Still of the Night" por The Five Satins (2:59)
3. "Love Is Strange" por Mickey & Sylvia (2:53)
4. "Overload" por Zappacosta (3:39)

## Uso
- Em 1988 a música fez parte da trilha sonora da telenovela Sassaricando da Rede Globo. Na trama de Sílvio de Abreu, a canção foi usada como tema de locação da boate frequentada pela irmandade Ela.[1][2]Trilha sonora internacional da novela "Sassaricando", exibida entre 1987/1988 pela Rede Globo, cuja canção esteve incluída.

Trilha sonora internacional da novela "Sassaricando", exibida entre 1987/1988 pela Rede Globo, cuja canção esteve incluída.

- Em 2010, o grupo de R&B Black Eyed Peas lançou um remix da música com o nome de The Time (Dirty Bit).
- Em 2010, a série de TV Glee, da FOX, lançou uma nova versão interpretada pelos próprios, disponível no CD Glee: The Music, Volume 4, referente à Segunda Temporada da série.